# 林炳雄
林炳雄（1935年9月27日—），男，福建莆田人，中国物理化学家，曾任北京大学化学系教授。主要研究功能材料。